# Bimia bicolor
Bimia bicolor är en skalbaggsart som beskrevs av White 1850. Bimia bicolor ingår i släktet Bimia och familjen långhorningar. Inga underarter finns listade.